# Pierre-Esprit Radisson

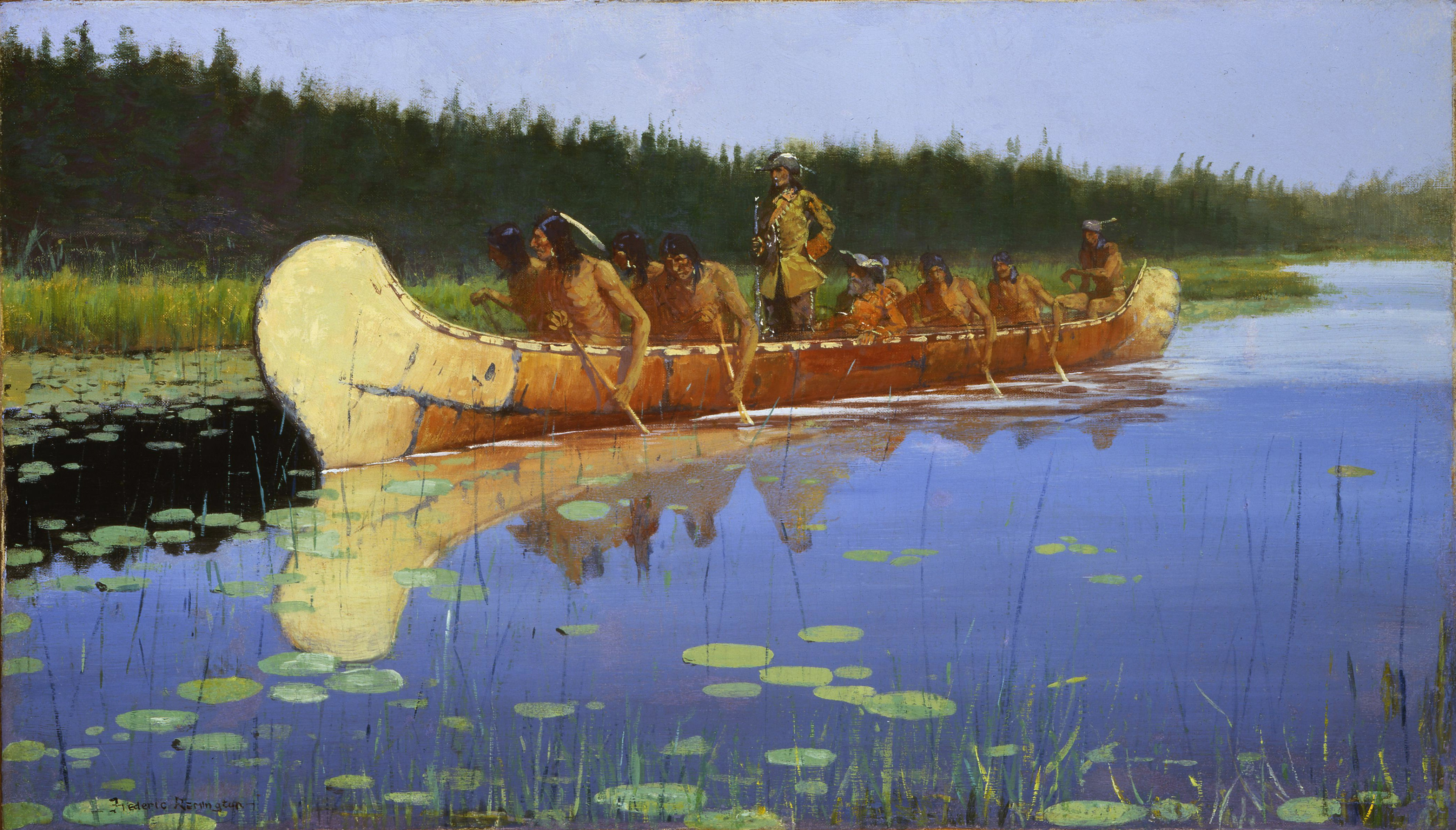
Radisson (staand) en Groseilliers (zittend) op ontdekking

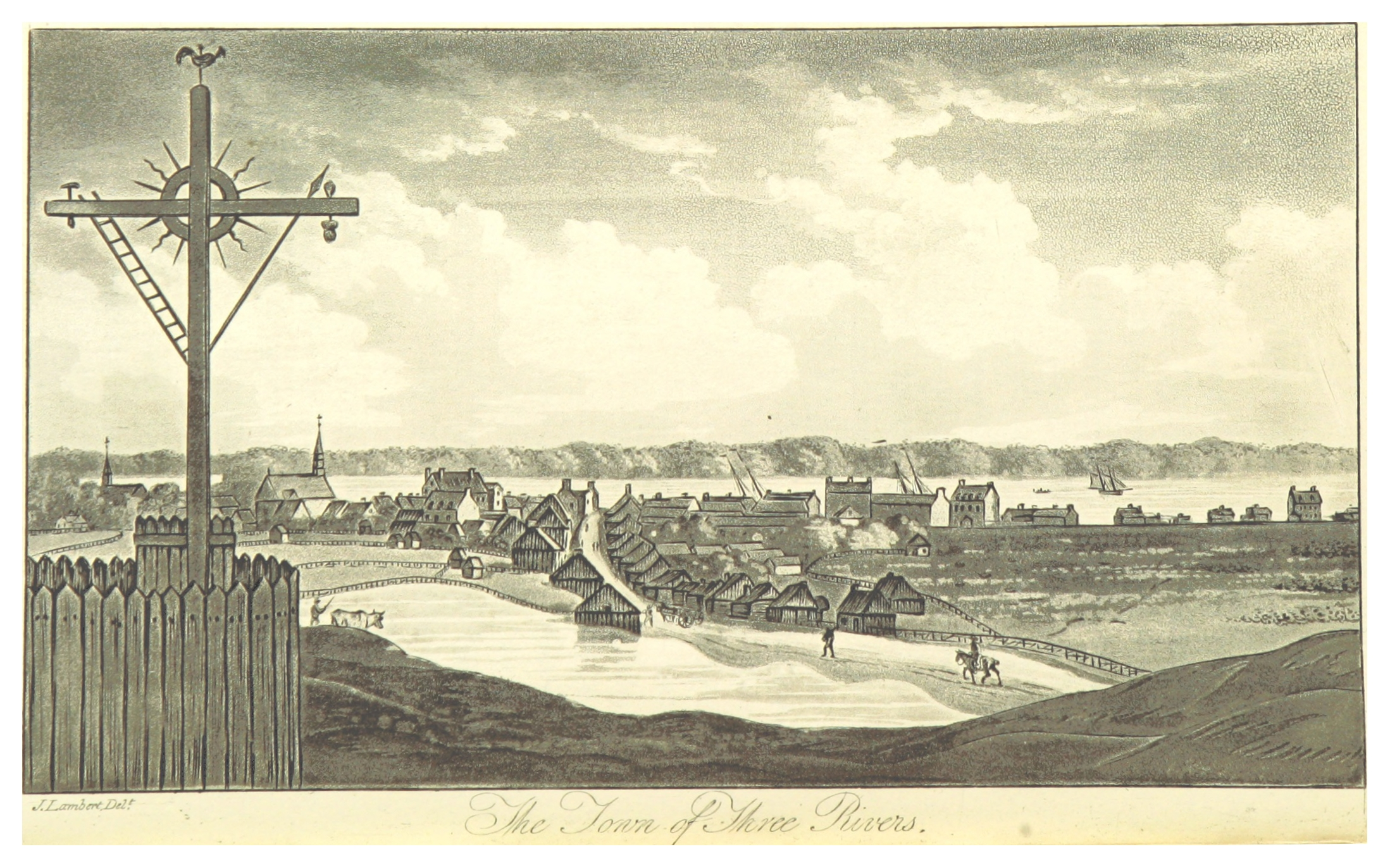
Trois-Rivières (Canada), 19e-eeuws zicht

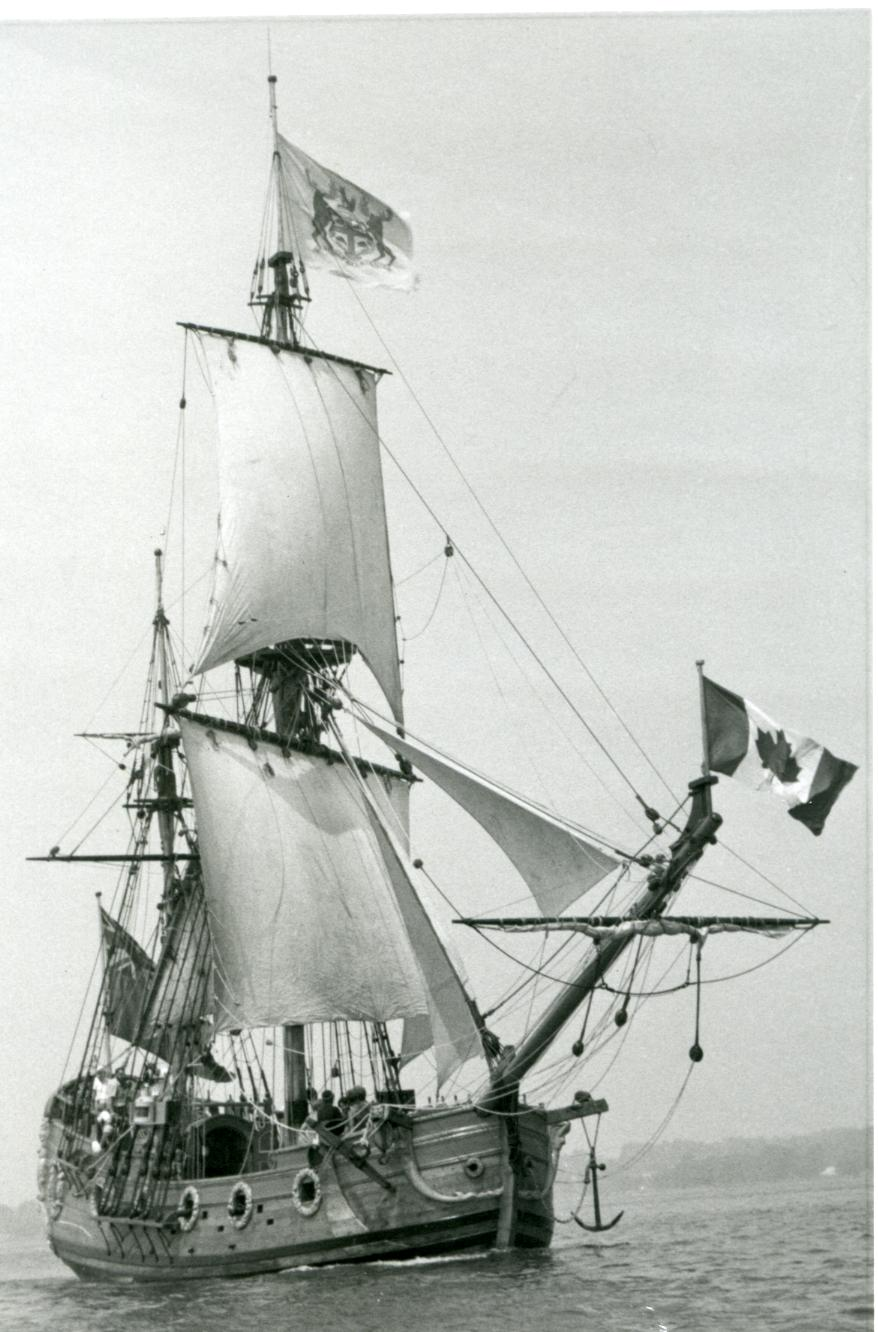
Nonsuch (schip, 1650), 20e-eeuws replica

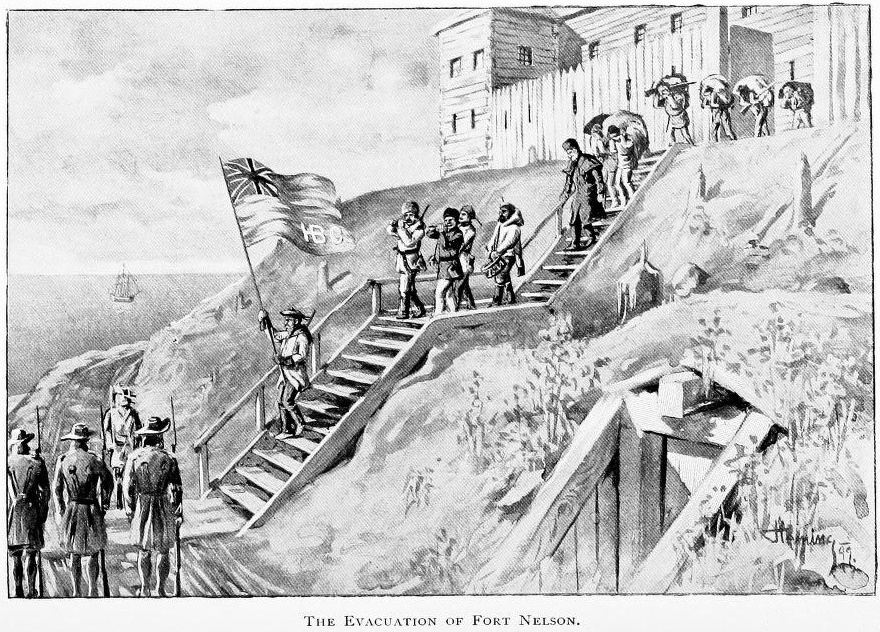
Fort Nelson aan de Nelson rivier (17e eeuw)

Pierre-Esprit Radisson (Parijs of Avignon, circa 1636 – Londen, tussen 17 juni en 2 juli 1740) was een ontdekkingsreiziger, coureur des bois en bonthandelaar uit het koninkrijk Frankrijk. Zijn terrein was het gebied ten westen van Nieuw-Frankrijk in het huidige Canada. 
Hij verkende samen met zijn schoonbroer Médard Chouart, heer van Groseilliers (1618-1696), verder Groseilliers geheten. Radisson lag mee aan de basis van de oprichting van de Hudson's Bay Company die succesvol het monopolie van onder meer bont en hout uitbaatte in Rupertland. Deze compagnie werkte onder de Engelse Kroon.
Zijn naam prijkt op de gevel van de meer dan vijfduizend hotels ter wereld van de Radisson hotelketen.

## Levensloop

### Franse Kroon
In 1645 – Radisson was een kleine jongen – week hij met zijn ouders, broers en zussen uit van de haven van Saint-Malo naar Nieuw-Frankrijk. Daar had vader Radisson een kleine heerlijkheid verworven, die in feite niet meer was dan een ranch met pachters nabij Trois-Rivières (Canada). Trois-Rivières in het moderne Quebec was destijds een Franse koloniale stad gelegen op de noordelijke oever van de Sint-Laurens. De ouders stierven kort nadien ten gevolge van een epidemie. De oudere halfzus van Radisson, Marguerite Hayet, die gehuwd was, nam hem op in haar gezin.
Aan de leeftijd van vijftien jaar werd Radisson overvallen door Mohawks en gevangen gehouden. Er was een Mohawkfamilie die hem adopteerde. Ze noemden hem Orimha, dat Steen betekent. Van hen leerde hij de taal en de levenswijzen. Ondanks het feit dat hij er goed verzorgd was, nam hij twee jaar later de vlucht. Hij vluchtte naar Nieuw-Nederland, meer bepaald Fort Oranje aan de bovenloop van de Hudson. Via Nieuw-Amsterdam, het latere New York, reisde hij door naar Amsterdam, om via Saint-Malo terug te keren naar Nieuw-Frankrijk.
In 1657 begeleidde Radisson de missiereis van Paul Ragueneau. Ragueneau was een Franse jezuïet en missionaris die de Onondaga wilde bekeren. Ze vertrokken vanuit de stad die tegenwoordig Syracuse (New York) is richting Sainte-Marie-de-Gannentaa, een Franse naam voor een plek bij dit volk. Ten gevolge van een vredesakkoord was het immers voor Europeanen mogelijk te leven in het gebied van de Irokezen (zowel Mohawks als Onondoga zijn Irokezen). De Onondaga vonden dat de Fransen nogal ver doordrongen in hun gebied en vielen hen aan. Radisson kende hun gebruiken. Met een list kon hij hen verdoven en gedurende hun slaap vluchtte het Frans gezelschap weg.
Samen met zijn schoonbroer Médard Chouart des Groseillers reisde Radisson later naar het Michiganmeer en het Bovenmeer in het noorden. Het doel was een pelshandel op te zetten tussen lokale volkeren en Nieuw-Frankrijk. Hiervoor moesten ze een verbindingsweg zoeken tussen de Hudsonbaai en de noordelijke meren. De gouverneur van Nieuw-Frankrijk was het plan wel genegen doch eiste dat een regiment meeging. De beide mannen wachtten hier niet op en vertrokken vanuit Trois-Rivières. De winter 1659-1660 was streng. Ze kwamen vluchtelingen van de Huron en de Odawa tegen; mogelijks waren ze de eerste Europeanen die Sioux-Indianen ontmoetten. In de winter van 1659-1660 namen ze aan een grote dodenherdenking deel, waaraan achttien indianennaties deelnamen. Later schreef Radisson hierover de gebruiken van elk neer bij de dodencultus. Ze kwamen in contact met een uitgestrekt gebied aan de Hudsonbaai waar bevers leefden. Bij hun terugkeer in Trois-Rivières hadden ze karrevrachten pels mee. Omdat de gouverneur hen geen toestemming had gegeven om westwaarts te trekken confisqueerde hij de vellen en legde beide mannen nog een zware geldboete op. Meer nog, beide mannen vonden geen gehoor bij de Franse koloniale overheid om een nieuwe expeditie op te zetten naar de Hudsonbaai. 

### Engelse Kroon
Ze reisden daarom naar Nieuw-Engeland, meer bepaald naar Boston waar de Engelse koloniale overheid wel oren had naar hun plannen. Na twee jaren hadden ze nog steeds geen schip gevonden voor de reis naar de Hudsonbaai. George Cartwright, commissaris van de Engelse Kroon in Boston, raakte overtuigd van het nut van een pelsexpeditie aan de Hudsonbaai (1664). Cartwright nam hen beiden mee naar Engeland. Hun schip werd evenwel geplunderd door Nederlanders; de Tweede Engels-Nederlandse Oorlog woedde immers in Europa. Al de notities van Radisson en Groseilliers gingen verloren. 
De Nederlanders versleepten hen naar Spanje om hen te verkopen als slaven. De Engelse ambassadeur in Madrid betaalde evenwel losgeld om de twee Fransen Radisson en Groseilliers vrij te kopen. In mei 1666 kwamen ze aan in Londen, waar hun ellende niet stopte. Londen kende een pestepidemie (1665-1666) en de Grote brand van Londen woedde er (1666).
Aan het hof van koning Karel II vonden ze gehoor bij prins Ruprecht van de Palts, hertog van Cumberland. Prins Ruprecht of Rupert belastte in 1668 twee handelsschepen, de Eaglet en de Nonsuch om met Radisson en Groseilliers de Hudsonbaai te bereiken. De route was korter dan via de Sint-Laurens, waar bovendien de Fransen alle doorgang voor de Engelsen blokkeerden. Enkel de Eaglet bereikte later in het jaar 1668 de Hudsonbaai; Groseillers was aan boord. De Nonsuch liep averij op in een storm en keerde met Radisson aan boord naar Engeland terug. Aan de monding van de Rupert richtten de Engelsen Fort Rupert op. De missie was succesvol. De Engelsen keerden terug met hun scheepsruim vol met bevervellen en andere pelsen. 
Op 2 mei 1670 bepaalde koning Karel II officieel dat zijn neef prins Ruprecht van de Palts het privilegie verwierf voor pelshandel in en rond de Hudsonbaai. De oprichting van de Hudson's Bay Company kreeg hiermee koninklijke instemming en telde naast prins Ruprecht als belangrijkste investeerder nog zestien investeerders. De officiële naam was Honorable Company of Adventures of England Trading in Hudson’s Bay. Dit uitgestrekt territorium werd al snel Rupertland genoemd. De compagnie bestuurde dit land zoals een regering; ze gaf trappers uitrusting, kleding, paarden en wapens met daarbij de verplichting de pelzen exclusief te verhandelen via de Hudson’s Bay Company. Door dit beleid zette de compagnie een rem op Europese immigratie en missionering, in tegenstelling tot wat er gebeurde in de Franse en Spaanse gebieden in Noord-Amerika. Radisson en Groseilliers pendelden tussen Canada en Engeland, waarbij een van hen telkens in Canada bleef. De reizen met pelzen waren ronduit winstgevend. De Fransen keken deze handel, die gestart werd door twee Fransen, met lede ogen aan. Tot dan toe controleerden zij de pelshandel vanuit Montréal doch de Engelsen expandeerden de pelshandel los van enige Franse tussenkomst. De Fransen stuurden enkele expedities in het gebied van de Hudson's Bay Company, zonder verder gevolg. Een van die expedities was onder leiding van René Robert Cavelier, heer van La Salle. 

### Franse Kroon
In 1675 overtuigde de in Engeland gevangen Franse jezuïet Albanel de beide mannen terug te keren naar een dienst onder de Franse Kroon.
Wanneer Radisson in Frankrijk aankwam, stuurde minister Jean-Baptiste Colbert hem naar Canada, naar Nieuw-Frankrijk, voor overleg met de gouverneur in verband met de pelshandel. Gouverneur Louis de Buade (1622-1698), graaf van Frontenac en Palluau, vertrouwde Radisson en Groseilliers niet, want zijn beschermeling René Robert Cavelier mocht in niets gehinderd worden. De ontvangst was kil. Groseilliers keerde terug naar zijn familie in Trois-Rivières, terwijl Radisson zich bij de Franse vloot moest voegen. Radisson reisde naar Frankrijk, waar een grote werkloosheid heerste. Priester Claude Bernou, de advocaat van René Robert Cavelier, onderhield hem. Zijn eerste zeereis in 1677-1678 bracht Radisson naar de Nederlandse kolonies in Afrika en de Caraïben. De vloot stond onder commando van viceadmiraal Jean II d’Estrées (1624-1707), graaf van Nanteuil-le-Haudouin. Radisson had de graad van adelborst. De vloot verging op ondiepe riffen. Alleen Radisson kon zijn leven redden en geraakte berooid terug in Frankrijk. Daar gaf minister Colbert hem een schadeloosstelling doch geen hogere officiersrang omdat Radisson zijn vrouw niet naar Frankrijk had gebracht, volgens Colbert.
In deze tijd huwde Radisson met een dochter van sir John Kirke van de Hudson’s Bay Company. Deze vrouw van wie de naam onbekend bleef, leefde in Engeland. Radisson kon haar vader niet overtuigen dat zij naar Frankrijk verhuisde. Een terugkeer naar de Hudson’s Bay Company zat er voorlopig ook niet in, zoals zijn schoonvader liet verstaan.
In 1681 sloot Radisson zich aan bij de reis van de Franse bonthandelaar Charles Aubert de La Chesnaye. La Chesnaye kreeg van minster Colbert de toestemming om voor de Compagnie du Nord in Rupertland op bont te jagen. Colbert durfde de toestemming niet openbaar maken om de dan vriendschappelijke betrekkingen tussen de Engelse Kroon en de Franse Kroon niet te kelderen. Toen het gezelschap in Nieuw-Frankrijk aankwam, beval gouverneur Louis de Buade de stopzetting van de reis. Radisson en des Groseilliers mochten wel vechten aan de rivier de Hayes (1682) zodat zij daar Fort Bourbon konden stichten. Fort Bourbon werd een handelspost voor de Compagnie du Nord.

### Engelse Kroon
Radisson geraakte zodanig gefrustreerd in het Franse koloniale bestuur dat hij in 1684 terug in dienst trad van de Hudson’s Bay Company. Hij vocht met de Britten tegen de Fransen in de Hudsonbaai. Hij dwong zelfs zijn eigen neef Jean-Baptiste des Groseilliers, om Fort Bourbon over te leveren aan de Engelsen. 
Van 1685 tot 1687 leidde Radisson de pelshandel vanuit Fort Nelson aan de Nelson.
In 1685 huwde Radisson een tweede maal, vermoedelijk omdat zijn eerste vrouw in Engeland gestorven was. Zijn tweede vrouw was Margaret Charlotte Godet, dochter van de Gédéon Godet. Deze Godet was een Franse hugenoot, jurist in het Parlement van Parijs en hoveling van Lord Preston, de Engelse zaakgelastigde bij de Zonnekoning. Ten gevolge van het Edict van Fontainebleau (1685) was Godet al zijn ambten kwijt. Radisson hielp zijn schoonvader over Het Kanaal te vluchten naar Rupertland. 
Het Engelse staatsburgerschap viel Radisson te beurt in 1687. Voortaan verbleef hij constant in Engeland. Hij schreef verslagen over al zijn reizen in dienst van de Franse en Engelse Kroon. Het echtpaar Radisson-Godet kreeg vier dochters. De Hudson’s Bay Company weigerde hem het afgesproken pensioen van 100 pond per jaar uit te keren. Voor Radisson begon een jarenlange en uitputtende strijd voor de rechtbanken in Londen. In deze periode stierf zijn tweede vrouw en huwde Radisson een derde maal. Zijn vrouw Elizabeth schonk hem drie dochters. Het echtpaar leefde in armoede. Het resultaat bij de rechtbank was dat Radisson een beperkt pensioen ontving. 
In 1710 stierf Radisson verpauperd. De overlijdensdatum is gelegen tussen de 17 juni 1710 en 2 juli 1710. Elizabeth leefde in extreme armoede. Zij overleed jaren later in 1732.

## Zijn geschriften postuum
- Relation du voyage fait par le Sieur Pierre Esprit Radisson au nort de Canada pour la Compagnie Royalle de la Baye de Hudson en l’année 1684. Manuscript in de British Library, MSS Sloane 3527.
- Voyages of Peter Esprit Radisson, being an account of his travels and experiences among the North American Indians, from 1652 to 1684. Transcribed from original manuscripts in the Bodleian Library and the British Museum, uitgave door Gideon Delaplaine Scull (= The publications of the Prince Society, Band 16). Prince Society, Boston 1885.
- Radisson’s account of his third journey, 1658–1660 (1654–1656?). In: Louise Phelps Kellogg: Early narratives of the Northwest, 1634–1699. C. Scribner’s, New York 1917.
- The Explorations of Pierre Esprit Radisson. From the original manuscript in the Bodleian Library and the British Museum, uitgave door Arthur T. Adams. Ross & Haines, Minneapolis 1961.
- Pierre Radisson’s personal account of his voyages to North America in 1682–3 and 1684, William James Noxon. Canadiana House, Toronto 1974.
- Journal, 1682–1683. Les débuts de la Nouvelle France. Voorwoord door Hector Grenon. Stanké, Montréal 1979, ISBN 2-7604-0032-8.
- Voyage chez les Onnontagués, Hg.Aurélien Boisvert. Éditions 101, Montréal 1998, ISBN 2-9802726-5-5.
- Les aventures extraordinaires d’un coureur des bois. Récits de voyages au pays des Indiens d’Amérique, Berthe Fouchier-Axelsen. Éditions Nota bene, Québec 1999, ISBN 2-89518-029-6.
- The collected writings. Hg. Germaine Warkentin (= The publications of the Champlain Society, 73 und 75). McGill-Queen’s University Press, Montréal

1. The voyages. 2012, ISBN 978-0-7735-4082-8.
2. The Port Nelson relations, miscellaneous writings, and related documents. 2014, ISBN 978-0-7735-4438-3.[4]

## Eerbewijzen
Zie doorverwijspagina Radisson.